# Vladimír Janovic
Vladimír Janovic, původním jménem Vladimír Pičman (* 8. června 1935 v Praze), je český spisovatel-básník, překladatel, redaktor a pedagog, původním vzděláním matematik.
Po maturitě na benešovském gymnáziu vystudoval matematiku na Přírodovědecké fakultě Masarykovy univerzity v Brně, kde absolvoval v roce 1958. Poté krátce působil jako učitel na střední i vysoké škole. V letech 1961 až 1962 pracoval jako redaktor brněnského rozhlasu. Od roku 1962 byl střídavě redaktorem různých literárních periodik a nakladatelství nebo žil jako umělec ve svobodném povolání. Od roku 1990 pracoval jako středoškolský učitel angličtiny a italštiny. Od roku 1965 žije trvale v Praze.
Překládá z italštiny.

## Dílo

### Poezie
- 1968 Zatmění ráje
- 1970 Romulův nářek
- 1975 Plást hlíny
- 1978 Báseň o sněžné levitaci (lyrickoepická poema)
- 1981 Jarmark v mlze
- 1983 Všechna tvoje těla (výbor z poezie)
- 1984 Dům tragického básníka (lyrickoepická skladba)
- 1984 O mašince Žofince (verše pro děti)
- 1984 Ohňová abeceda (výbor z poezie)
- 1989 Most alchymistů
- 2005 Potopený úl
- 2008 Jed v růži (výbor z poezie)

### Sborníky a almanachy
- 1976 Básnický almanach Klubu přátel poezie
- 1977 Básníci na cestách
- 1985 Česká poezie 20. století
- 1985 Dvojhlas
- 1986 Trvalé bydliště Praha
- 1986 Portrét ženy
- 1989 Malá galerie autorů Československého spisovatele
- 1990 Podblanická čítanka
- 2005 Báseň mého srdce

### Překlady
- 1969 E. Fried: Varovná znamení (s Jiřím Grušou)
- 1974 R. Cristofanelli: Deník Michelangela blázna
- 1986 S. Penna: Zvláštní radost žít